# Josef Mai
Major Josef Mai (3 mars 1887 - 18 janvier 1982) Croix de Fer première et deuxième classe, était un pilote de chasse la Première Guerre mondiale crédité de 30 victoires,.
Josef Mai est né à Otorowo en Pologne (à l'époque Otterwalde en province de Posnanie, Royaume de Prusse). Son service militaire commence le 3 octobre 1907 dans le 10e Lancers. Au début de la Première Guerre mondiale, Mai fait partie de l'offensive visant la capitale française, Paris. Il prend ensuite part aux combats autour de Varsovie, en Pologne. En 1915, il fait campagne le long du Dniestr. Il sert également lors des batailles de Verdun et de la Somme.
Mai rejoint le service de l'air en 1915 ; il est formé à l'usine Fokker à Leipzig. Il pilote au Kasta 29, sur avions de reconnaissance en 1916. Il suit ensuite une formation de combat et rejoint le Jagdstaffel 5 en mars 1917. En tant que Vizefeldwebel, il est l'un des trois sous-officiers pilotes (avec Fritz Rumey et Otto Koennecke). Ils vole ensemble avec tant de réussite qu'ils finissent par réclamer 40 % des victoires de la Jasta, et de faire de la Jasta 5 la troisième unité de notation la plus élevée de la guerre. Le trio était surnommé "Le triumvirat d'or".
Mai remporte sa première victoire le 20 août 1917, à bord d'un Albatros DV, en abattant un  Sopwith Camel du no 70 Squadron. Sa cinquième victoire est un RAF SE.5a, le 30 novembre. Le 25 avril 1918, pour sa dixième victoire, il descend le  Lt Maurice Newnham (en) du no 65 Squadron, as aux 18 victoires.